# Герб Зарайська
Зарайськ має власну символіку: прапор та герб

## Історія
1778 року місто Зарайськ отримало одразу три монарших подарунки – статус повітового міста Рязанського намісництва (пізніше губернії), герб та новий регулярний план міської забудови.
 
Герб Зарайська було затверджено 29 березня 1779 року, повторно герб було затверджено 15 жовтня 1991 року.

## Опис герба
У 1-й частині щита, у золотому полі частина герба Рязанського: срібний меч та піхви покладені навхрест, над ними зелена шапка, яка на князі у намісницькому гербі. У 2-й частині щита у блакитному полі стара міська башта, яку освітлює ранішнє сонце, що означає, що це місто відновлено».